# Molalan (Lerik)
Molalan è un comune dell'Azerbaigian situato nel distretto di Lerik. Conta una popolazione di 1 035 abitanti.